# Anala Mons
Anala Mons es un volcán situado en el planeta Venus. Lleva el nombre de Anala, una diosa hindú de la fertilidad. La función se llamó originalmente Anala Corona. Está ubicado en 11.0°N 14.1°E, en una región llamada el cuadrángulo de Safo Patera donde se pueden encontrar muchas otras características volcánicas.